# Ксеноестроген
Ксеноестрогени су нове, индустријски изведене супстанце које показују естрогене ефекте и имају хемијску структуру архиестрогена (природних естрогена) произведених у живим организмима. Утицаји ксеноестрогена на здравље људи и животну средину данас су предмет многих истраживања. Ксеноестрогени представљају хемијске супстанције које ометају правилно функционисање ендокриног система, а налазе се у готово свим модерним козметичким производима, прсканој неорганској храни, пластичним амбалажама и кућној хемији. Посебна штетност ових супстанци је евидентна код органа осетљивих на дејство хормона, као што су груди, материца, јајници, простата, штитна жлезда. Такође, ксеноестрогени повољно утичу на гојазност, неплодност, рани почетак пубертета, појаву шећерне болести, слабљење имунитета.

## Могући ефекти
Све чешће су у бројним изворима се за репродуктивне ефекте отпужују ксеноестрогени, хемијске материје које могу да доводу до хормонских поремећаја, јер многе хемијске материје и њихове мешавине могу да функционишу као непотпуни хормони са релативно ниским потенцијалом.
Ове супстанце имитирају ефекте естрогена у телу и временом доводе до хромоналних поремећаја  у организму. Налазе се у великом броју производа, почев од воћа и поврћа, боја за косу, шампона, пасти за зубе, све до тупфера за скидање шминке. Такође нитрати, пестициди, стероиди и антибиотици спадају у неке од најопаснијих ксеноестрогена.
Иако се поуздано не зна до којих све негативних здравствених ефеката доводе код изложених особа, ова једињења, позната и као „хемијске варалице“ могу да:
- Поремете фетални раст у моменту сексуалне диференцијације, праћене поремећајем природног хормоналног баланса.[16]
- Изазову поремећаји у грађи и функционисању полних органа.[17]
- Наруше функције имуног и нервног система.
- Разоре хормоне или да утичу на њихов њихов рад, што је врло важно за функционисање организма.
- Узрокују појаве смањеног броја сперматозоида,[18][19][20]
- Повећана учесталост крипторхизма
- Повећају број абнормалних сперматозоида,[21] што може да се повеже и са повећањем естрогена или антиандрогена за време феталног или постнаталног живота.[22][23][24]
- Смањење покретљивости сперматозоида.[25][26]

## Клиничка слика
С обзиром на то да ксеноестрогени могу изазвати хормонску дисбаланс, неки од симптома који могу да се јаве након њихове употребе су:
- менструалне неправилности,
- опадања и губитка косе,
- појаве синдрома дисфункције надбубрежних жлезда,
- поремећаја рада јетре
- поремећаја радабубрега,
- стерилитет.[30][31]

## Супстанце које показују естрогене ефекте
У ову групу хемијских материја спада преко 50 једињења која се налазе у различитим деловима животне средине. Најпознатији представници су: диоксини, органохлорни пестициди, полихлоровани бифенили (PCB), фталати и неки тешки метали, од којих су најзаступљенији:
- Алкилфенол
- Атразин (хербицид)
- 4-метилбензилдиен камфор (лосион за сунчање)
- Хидроксианизол (конзерванс хране),[36]
- Бисфенол А (мономер за поликарбонатну пластику и антиоксиданс у пластици).[37][38]
- Дихлородифенил хлоретилен (продукт распадања чувеног пестицида ДДТ)
- ДДТ (инсектицид),[39]
- Линдан (инсектицид),
- Металоестрогени (класа неорганских ксеноестрогена),[40]
- Ендосулфан (инсектицид),[41]
- Парабени (користе се у кремама и лосионима),[42]

## Превенција
Заштитом животне средине обезбеђују се услови за заштиту и унапређење људског здравља.